# Heliowarkocz
Heliowarkocz – tzw. ogon Układu Słonecznego, a dokładniej heliosfery. Jest to strumień cząstek wiatru słonecznego ciągnący się w kierunku przeciwnym do ruchu Słońca w przestrzeni międzygwiezdnej.

## Powstawanie i struktura
Wiatr słoneczny rozchodzi się we wszystkich kierunkach od Słońca, a następnie ulega zagięciu wzdłuż heliowarkocza przez ciśnienie gazu międzygwiezdnego oraz pole magnetyczne Słońca. Czoło heliowarkocza, czyli tzw. heliopauza powstaje w miejscu, w którym ciśnienie gazu międzygwiezdnego przeważa nad ciśnieniem wiatru słonecznego. Budowa heliowarkocza podobna jest do wydłużonego ogona komety, z tą różnicą, że ogon komety formowany jest przez wiatr słoneczny, a ogon heliosfery przez cząsteczki materii międzygwiezdnej.

## Odkrycie i badania
Heliowarkocz został odkryty dzięki obserwacjom prowadzonym przez należącego do NASA satelitę naukowego IBEX. Misja IBEX jest częścią programu Small Explorer, którego zadaniem jest wykonanie mapy obszarów leżących na granicy Układu Słonecznego. Badania pozwoliły stworzyć mapę przestrzenną, która odwzorowuje budowę heliowarkocza; zebrane dane nie pozwalają obecnie na określenie jego długości.